# 都柏林康諾利車站
都柏林康諾利車站（英語：Dublin Connolly station）是愛爾蘭首都都柏林的主要火車站之一，這裡的列車多為前往愛爾蘭各地的長途列車以及都柏林附近的近郊列車為主。此外前往北愛爾蘭貝爾法斯特的國際列車企業號也是自這裡發車。車站開業於1844年。愛爾蘭鐵路的總部也位於這座車站內。
- 一列爱尔兰交通局8100系电力动车组（英语：CIÉ 8100 Class）在康诺利站（2016年2月）
- 2016年春节活动期间的吟诗者，可见康诺利站内的爱英双语站牌
- 车站站场
- 有轨电车路轨